# Naissance en 999
Naissance
- 995
- 996
- 997
- 998
- 999
- 1000
- 1001
- 1002
- 1003

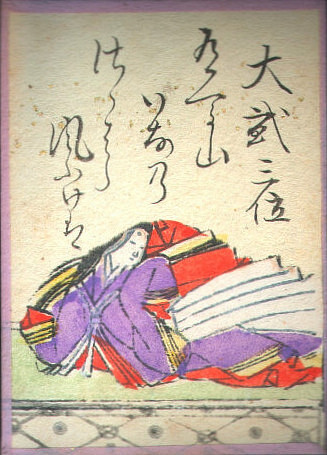
Daini no Sanmi, née en 999.

Cette page dresse une liste de personnalités nées au cours de l'année 999  :
- Bao Zheng, fonctionnaire (ou mandarin, combinant les fonctions d'administrateur et de juge) de la dynastie Song.
- Daini no Sanmi, poétesse japonaise du milieu de l'époque de Heian.
- Éon Ier de Penthièvre, comte de Penthièvre, régent de Bretagne.
- Fujiwara no Ishi, impératrice consort du Japon.
- Koshikibu no Naishi, poétesse et dame d'honneur japonaise du milieu de l'époque de Heian.

## Crédit d'auteurs
- Cet article est partiellement ou en totalité issu de l'article intitulé « 999 » (voir la liste des auteurs).